# اروین استورک
اروین استورک (انگلیسی: Erwin Stührk; ۴ ژوئیهٔ ۱۹۱۰ – ۱۳ نوامبر ۱۹۴۲) بازیکن فوتبال اهل رایش آلمان بود.
وی همچنین در تیم ملی فوتبال آلمان بازی کرده‌است.